# Patulul

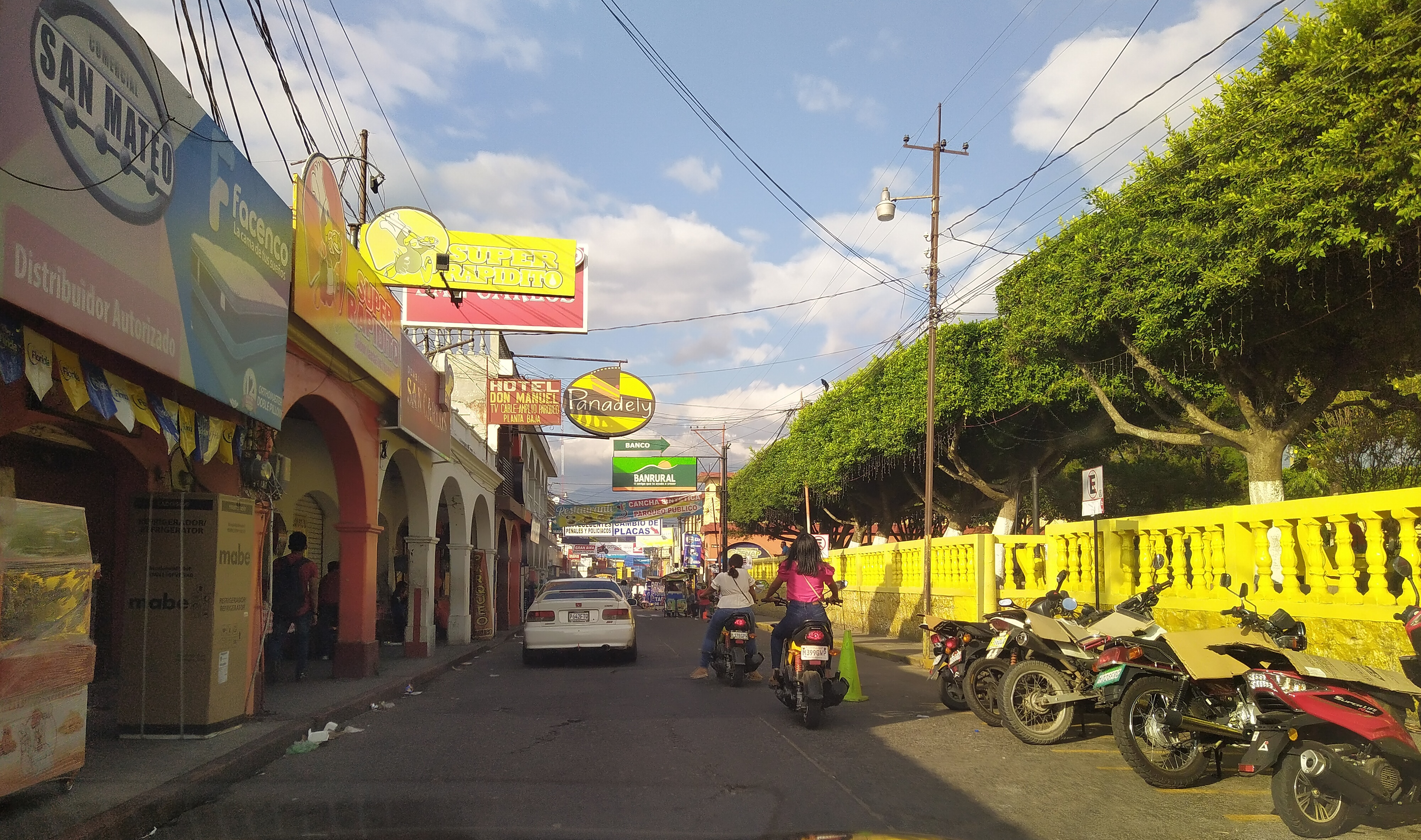
Rue principale de la ville.

Patulul est une ville du Guatemala située dans le département de Suchitepéquez.